# Küstriner Vorland
Küstriner Vorland település Németországban, azon belül Brandenburgban. Lakosainak száma 2561 fő (2023. december 31.).

## Népesség
A település népességének változása:
| Lakosok száma | 2606 | 2572 | 2561 | 2535 | 2549 | 2561 |
|               | 2014 | 2017 | 2019 | 2021 | 2022 | 2023 |